# Etiopsko cesarstvo
Etiopsko cesarstvo (giz መንግሥተ ኢትዮጵያ - Mängəśtä ʾItyop̣p̣ya - Etiopsko kraljestvo}}, prej znano tudi pod eksonimom Abesinija ali preprosto znano kot Etiopija (amharsko ኢትዮጵያ, latinizirano: ʾĪtyōṗṗyā, , oromsko Itoophiyaa, somalsko Itoobiya, afarsko Itiyoophiyaa) je bilo suverena država, ki je zgodovinsko zajemala geografsko območje današnje Etiopije in Eritreje od ustanovitve Salomonske vladavine dinastije Jekuna Amlaka približno leta 1270 do državnega udara leta 1974, ki ga je izvedel Derg, ki je odstavil cesarja Haile Selassieja. Do leta 1896 je cesarstvo vključilo druge regije, kot so Hararghe, Gurage in Volajita, največjo širitev pa je doživel s federacijo Eritreje leta 1952. Skozi večji del svojega obstoja je bilo obkroženo s sovražnimi silami na Afriškem rogu; vendar ji je uspelo razviti in ohraniti kraljestvo, ki temelji na svoji starodavni obliki krščanstva.
Ustanovil ga je leta 1270 Jekuno Amlak, ki je trdil, da je potomec Dil Na'oda, zadnjega aksumskega kralja in končno kralja Salomona in kraljice iz Sabe, nadomestil pa je kraljestvo Agav Zagve. Čeprav je bilo sprva precej majhna in politično nestabilna entiteta, se je cesarstvu uspelo znatno razširiti pod križarskimi vojnami Amde Sejona I. (1314–1344) in Davita I. (1382–1413) ter začasno postalo prevladujoča sila na Afriškem rogu. Etiopsko cesarstvo je svoj vrhunec doseglo med dolgo vladavino cesarja Zara Jakoba (1434–1468). Utrdil je osvajanja svojih predhodnikov, zgradil številne cerkve in samostane, spodbujal književnost in umetnost, centraliziral cesarsko oblast z zamenjavo regionalnih vojskovodij z upravnimi uradniki in znatno razširil svojo hegemonijo nad sosednjimi islamskimi ozemlji.
Sosednji muslimanski sultanat Adal je začel ogrožati cesarstvo z večkratnimi poskusi invazije nanj, kar je končno uspelo pod Imamom Mahfuzom. Mahfuzova zaseda in poraz cesarja Lebne Dengela sta v zgodnjem 16. stoletju pripeljala do džihada adalitskega imama Ahmeda Grana, ki ga je podpiral Osman, in je bil leta 1543 poražen s pomočjo Portugalcev. Velik del južnega ozemlja cesarstva in vazali so bili močno oslabljeni zaradi selitev Oromov. Na severu, v današnji Eritreji, je Etiopija uspela odbiti poskuse osmanske invazije, čeprav je zaradi njih izgubila dostop do Rdečega morja. Kot odziv na te izzive je cesar Fasilides v 1630-ih ustanovil novo prestolnico Gondar, kar je označilo začetek nove zlate dobe, znane kot obdobje Gondarina. Videli so relativno mir, uspešno integracijo Oromov in razcvet kulture. S smrtjo cesarja Ijasuja II. (1755) in Ijoasa I. (1769) je kraljestvo sčasoma vstopilo v obdobje decentralizacije, znano kot Zemene Mesafint, kjer so se regionalni vojskovodje borili za oblast, cesar pa je bil zgolj marioneta.
Cesar Tevodros II. (vladal 1855–1868) je končal Zemene Mesafint, ponovno združil cesarstvo in ga popeljal v sodobno obdobje, preden je umrl med britansko ekspedicijo v Abesinijo. Njegov naslednik Johanes IV. se je ukvarjal predvsem z vojno in se uspešno boril proti Egipčanom in Mahdistom, preden je leta 1889 umrl proti slednjim. Cesar Menelik II., ki je prebival v Adis Abebi, je podjarmil mnoga ljudstva in kraljestva v današnji zahodni, južni in vzhodni Etiopiji, kot so Kaffa, Velajta, Harar in druga kraljestva. Tako se je do leta 1898 Etiopija razširila v svoje sodobne ozemeljske meje. V severni regiji se je soočil s širitvijo Italije. Z odmevno zmago nad Italijani v bitki pri Advi leta 1896, z uporabo sodobnega uvoženega orožja, je Menelik zagotovil neodvisnost Etiopije in omejil Italijo na Eritrejo.
Kasneje, po drugi italijansko-abesinski vojni, je italijansko cesarstvo Benita Mussolinija okupiralo Etiopijo in ustanovilo italijansko vzhodno Afriko ter jo združilo s sosednjo Eritrejo in kolonijami italijanske Somalije na jugovzhodu. Med drugo svetovno vojno so bili Italijani s pomočjo britanske vojske pregnani iz Etiopije. Cesar se je vrnil iz izgnanstva in država je postala ena od ustanovnih članic Združenih narodov. Vendar pa sta lakota v volu leta 1973 in domače nezadovoljstvo leta 1974 pripeljala do padca cesarstva in vzpona Derga.